# Şerefhan

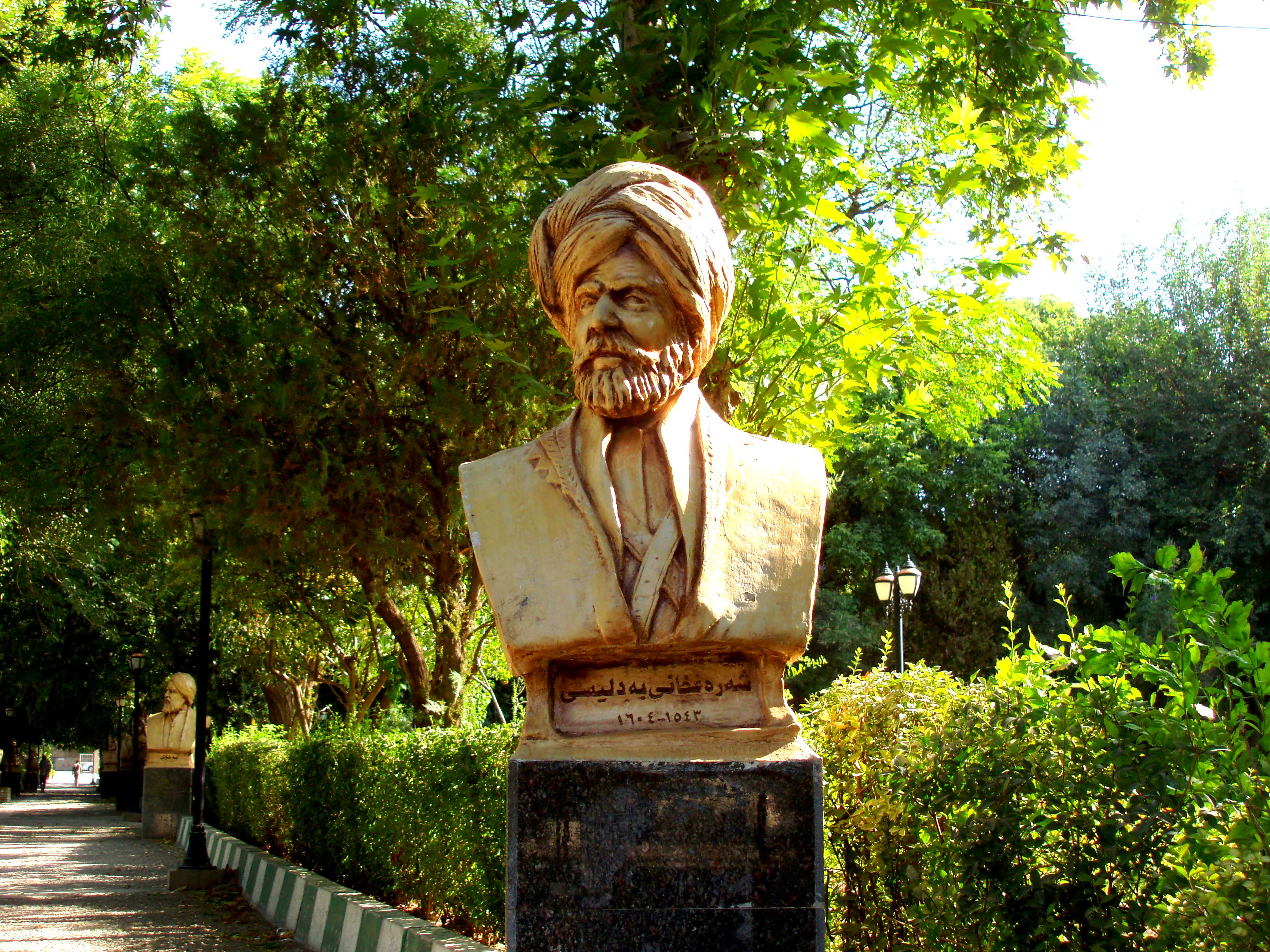
Imaginäre Büste des Fürsten Scharaf Khan Bitlisi in einem öffentlichen Park in Sulaimaniyya

Şerefhan, eigentlich Šaraf Khān, mit vollen Namen Šaraf ud-Dīn Khān al-Bitlīsī (* 1543 in Karharud in Qom; † 1599 oder 1603–1604 in Bitlis) war ein kurdischer Fürst und Schriftsteller. Er ist der Autor des in persischer Sprache geschriebenen Šaraf-nāma (Şerefname), womit er etwa 1573 begann und im August 1597 beendete.
Seine Vorfahren herrschten als Fürsten des Ruzegi/Rojkî-Stammes über Bitlis. Widrige politische Verhältnisse zwangen seinen Vater, Emir Şams ad-Din ibn Şeref ad-Din, ins safawidische Persien auszuwandern. Im Alter von neun Jahren kam Şerefhan zur Ausbildung an den Hof des Schahs Tahmasp I. Als Erwachsener war er 20 Jahre lang in verschiedenen Provinzen Persiens im Amt eines Statthalters. Im Jahr 1576 wurde er in die Zentrale zurückbeordert und der persische Schah verlieh Şerefhan den Titel „Mir der Mire“ und ernannte ihn so außerdem zum Führer aller iranischen Kurden.
Doch nur zwei Jahre später fiel er einer Intrige zum Opfer, die ihn veranlasste, mit 600 Familien- und Stammesangehörigen nach Van zu gehen. Der Gouverneur von Van, Chüsrev Pascha, verbürgte sich für ihn beim osmanischen Sultan Murad III. Er fiel vom persischen Herrscher ab und unterstützte die Osmanen im Krieg gegen die Safawiden. Zwischen 1578 und 1588 führte er sämtliche osmanischen Kriege gegen das safawidische Perserreich. Der osmanische Sultan Murad III. verlieh ihm deswegen den Titel „Khan“ und er erhielt von ihm die erbliche Herrschaft über die osmanischen Provinzen Bitlis und Muş.
Als er 53 Jahre alt war, übertrug er seine Herrschaft auf seinen Sohn Şams ad-Din Bag Abu Alma'ali.